# SOV-volgorde
De SOV-volgorde (Subject-Object-Verb) is in de taaltypologie de in een aantal talen van de wereld – bijvoorbeeld het Latijn, Koerdisch, Hindi, Turks, Japans, Koreaans en de Kaukasische talen – meest gebruikelijke volgorde van de woorden en zinsdelen, waarbij het object achter het subject maar voor de persoonsvorm staat. 
Als standaardnorm is deze volgorde de meest gebruikelijke, gevolgd door de SVO-volgorde. Samen zijn deze twee typen goed voor 75% van de talen. Talen met een standaard SOV-volgorde zijn vaak ook ergatief.

## Nederlands, Duits, Romaanse talen
In het Duits en Nederlands wordt de SOV-volgorde standaard alleen gebruikt in bijzinnen, zoals : Ik zag dat Karel (subject) een riem (object) gekocht heeft (persoonsvorm). 
In Romaanse talen wordt standaard de SOV-volgorde in hoofdzinnen gehanteerd wanneer het object een verwijzend voornaamwoord is, zoals in de Franse zin Je (subject) les (object) adore (persoonsvorm).

## Andere talen
| Woord- volgorde                                                                  | Nederlands voorbeeld | Percentage van alle talen | Voorbeeldtalen                                                                        |
| -------------------------------------------------------------------------------- | -------------------- | ------------------------- | ------------------------------------------------------------------------------------- |
| SOV                                                                              | "Zij hem ziet."      | 45%                       | Bengaals, Hindi-Urdu, Japans, Koreaans, Latijn, Oudgrieks, Perzisch, Sanskriet, Turks |
| SVO                                                                              | "Zij ziet hem."      | 42%                       | Chinees, Engels, Frans, Hausa, Italiaans, Nederlands, Maleis, Russisch, Spaans        |
| VSO                                                                              | "Ziet zij hem."      | 9%                        | Arabisch, Bijbels Hebreeuws, Filipijns, Iers, Toeareg, Welsh                          |
| VOS                                                                              | "Ziet hem zij."      | 3%                        | Malagasitalen, Baure, Car                                                             |
| OVS                                                                              | "Hem ziet zij."      | 1%                        | Apalaí, Hixkaryana, Klingon                                                           |
| OSV                                                                              | "Hem zij ziet."      | 0%                        | Warau, Kabardijns                                                                     |
| Frequentie van woordvolgordes in talen bestudeerd door Russell S. Tomlin in 1986 |                      |                           |                                                                                       |

### Japans
Het Japans is een  agglutinerende taal.
| Zin       | 私は箱を開けます。 | 私は箱を開けます。 | 私は箱を開けます。 | 私は箱を開けます。 | 私は箱を開けます。 |
| Woorden   | 私                 | は                 | 箱                 | を                 | 開けます。         |
| Romaji    | watashi            | wa                 | hako               | o                  | akemasu.           |
| Uitleg    | Ik                 | (tpc)              | doos               | (obj)              | openen             |
| Ontleding | Subject            | Subject            | Object             | Object             | Werkwoord          |
| Vertaling | Ik open de doos.   | Ik open de doos.   | Ik open de doos.   | Ik open de doos.   | Ik open de doos.   |

### Baskisch
Het Baskisch is ook ergatief.
| Zin       | Martinek egunkariak erosten dizkit.ⓘ | Martinek egunkariak erosten dizkit.ⓘ | Martinek egunkariak erosten dizkit.ⓘ |
| Woorden   | Martinek                             | engukariak                           | erosten dizkit                       |
| Uitleg    | Martijn (ergatief)                   | kranten (absolutief)                 | koopt ze voor mij                    |
| Ontleding | Subject                              | Object                               | Werkwoord + Hulpwerkwoord.           |
| Vertaling | Martijn koopt de kranten voor mij.   | Martijn koopt de kranten voor mij.   | Martijn koopt de kranten voor mij.   |

### Latijn
Het Latijn is een flecterende taal.
| Zin       | Servus puellam amat         | Servus puellam amat         | Servus puellam amat         |
| Woord     | Servus                      | puellam                     | amat                        |
| Uitleg    | De slaaf (nom.)             | het meisje (acc.)           | bemint                      |
| Ontleding | Subject                     | Object                      | Werkwoord                   |
| Vertaling | De slaaf bemint het meisje. | De slaaf bemint het meisje. | De slaaf bemint het meisje. |

### Pasjtoe
| Zin       | .زه کار کوم                  | .زه کار کوم                  | .زه کار کوم      |
| Woorden   | زه                           | کار                          | کوم              |
| Uitleg    | ik (Subject - voornaamwoord) | werk (zelfstandig naamwoord) | doe (werkwoord)  |
| Ontleding | Subject                      | Object                       | Werkwoord        |
| Vertaling | Ik doe het werk.             | Ik doe het werk.             | Ik doe het werk. |

### Hongaars
Hongaars is een agglutinerende taal.
| Zin       | Márton újságunkat olvassa. | Márton újságunkat olvassa. | Márton újságunkat olvassa. | Márton újságunkat olvassa. | Márton újságunkat olvassa.      |
| Woorden   | Márton                     |                            | újságunkat                 |                            | olvassa                         |
| Uitleg    | Maarten                    |                            | onze krant                 |                            | leest                           |
| Ontleding | Subject                    |                            | Object, met bezitsuitganf  |                            | Werkwoord, bepaalde vervoeging. |
| Vertaling | Maarten leest onze krant.  | Maarten leest onze krant.  | Maarten leest onze krant.  | Maarten leest onze krant.  | Maarten leest onze krant.       |

- Nb.: Látja. = Hij/Zij ziet haar/hem/het.